# 花本站
花本站（：／ Hwabon yeok */?）是中央線沿線的一座鐵路車站，位於韓國大邱廣域市軍威郡山城面。本站有無窮花號列車停靠。

## 历史
- 1938年12月1日 - 落成使用[1]
- 2024年12月20日 - 廢止。

## 相鄰車站
韓國鐵道公社
中央線
友保－花本－鳳林